# Pyxide (liturgie)
 (août 2015).
Si vous disposez d'ouvrages ou d'articles de référence ou si vous connaissez des sites web de qualité traitant du thème abordé ici, merci de compléter l'article en donnant les références utiles à sa vérifiabilité et en les liant à la section « Notes et références ».
Pour les articles homonymes, voir Pyxide.

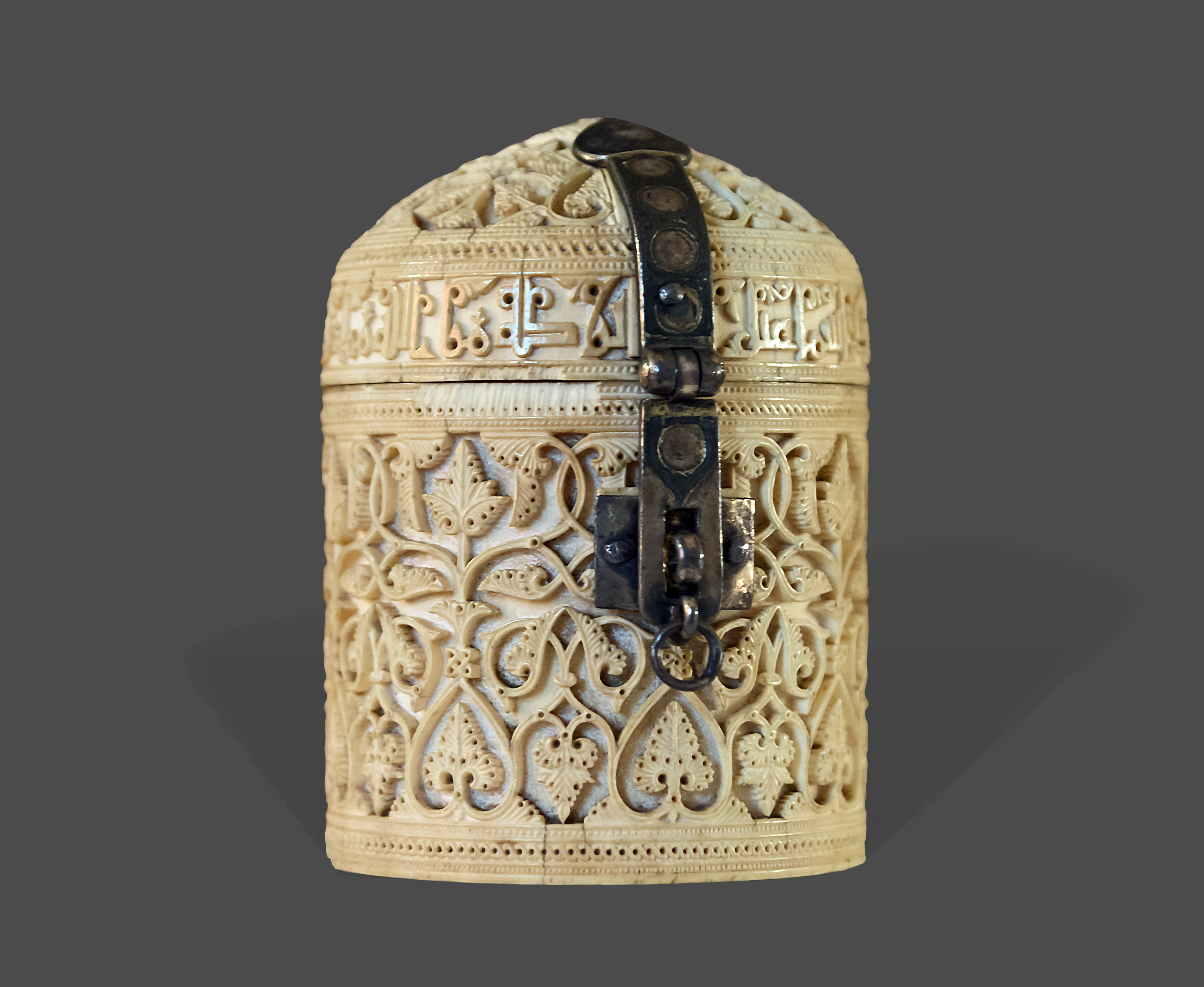
La pyxide au nom d'Ismail. cathédrale de Narbonne.

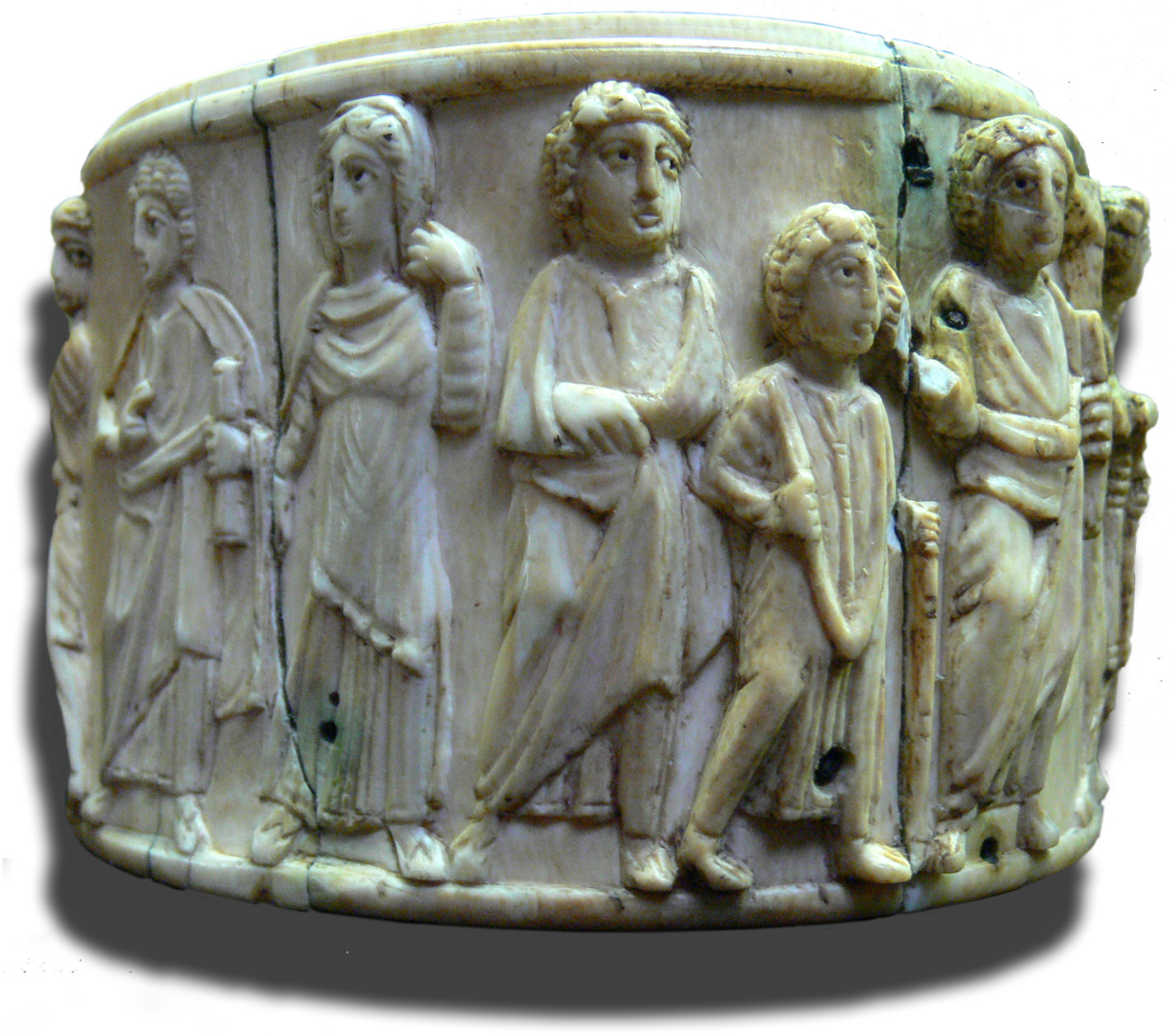
Pyxide en ivoire, avec scènes de la vie du Christ (musée national du Moyen Âge).

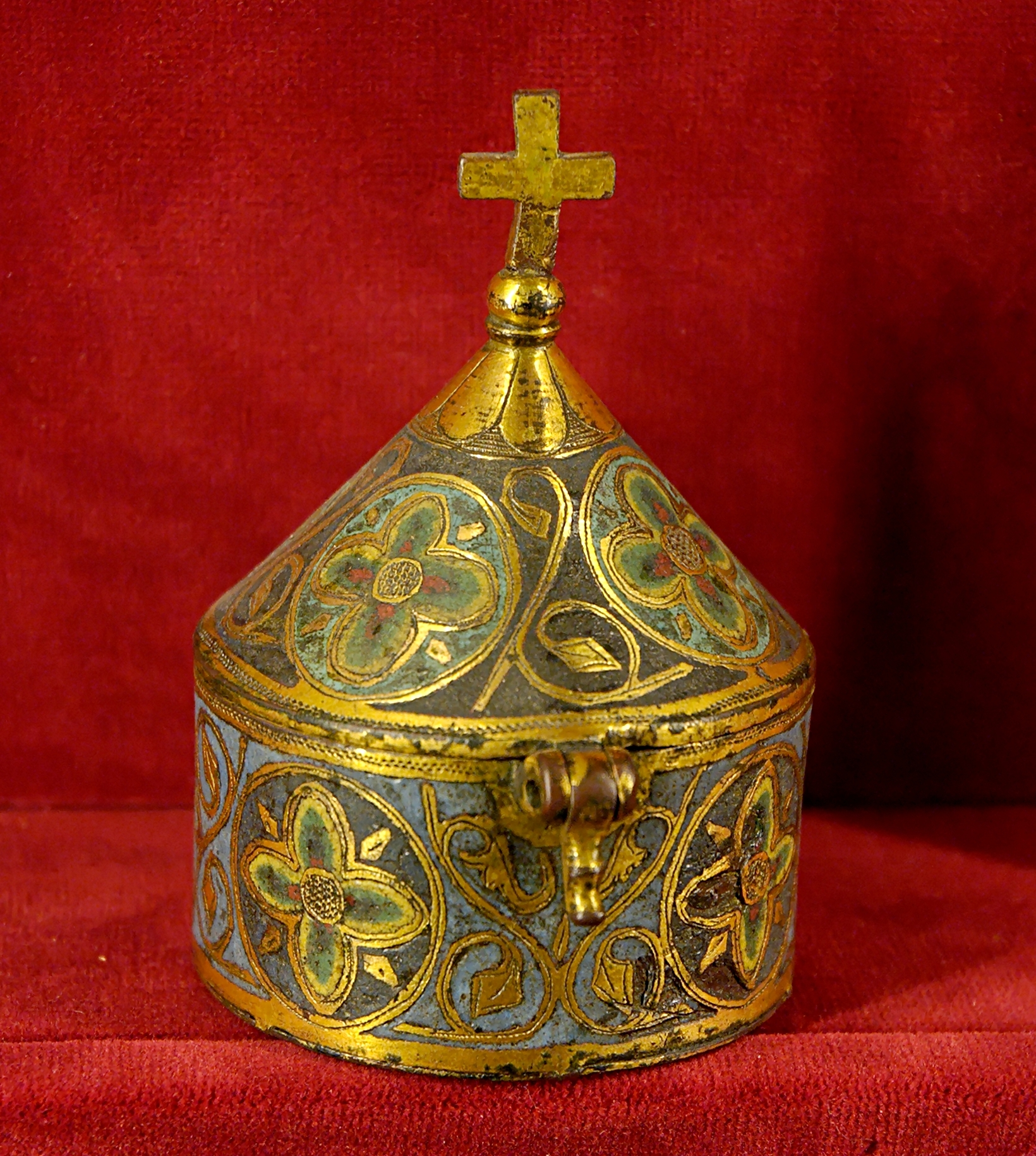
Une pyxide du XIIIe siècle à couvercle conique.

La pyxide (du grec ancien : πυξίς, « boîte, coffret ») est, dans la liturgie chrétienne, un vase sacré en forme de boîte destiné à la conservation de la réserve eucharistique (les hosties consacrées). La pyxide peut être en ivoire, éventuellement sculpté, ou en métal précieux ou doré.
Anciennement, la pyxide tenait lieu de tabernacle. Elle était déposée dans une niche pratiquée dans le mur latéral du sanctuaire, près de l'autel, ou suspendue au-dessus de l'autel.
La pyxide a reçu plusieurs formes. Elle est généralement cylindrique, mais peut aussi être quadrangulaire. Les pyxides suspendues ont pris, au Moyen Âge, la forme d'une colombe d'orfèvrerie symbolisant le Saint-Esprit. Les pyxides circulaires étaient fermées par un couvercle conique surmonté d’une croix ou d’une boule. L’intérieur, souvent doré, peut être constitué d’une cupule. Certaines pyxides sont pédiculées.
La pyxide n'a pas le même usage que le ciboire. Contrairement à celui-ci, elle n'est pas destinée à déplacer, mais à conserver les hosties consacrées à l'abri. Sa forme ne favorise ni la préhension, ni la contenance d'un grand nombre d'hosties. Au Moyen Âge, on utilisait la patène ou un calice pour distribuer la communion, bientôt supplantés par des calices à couvercles spéciaux, les ciboires, à partir du milieu du Moyen Âge.